# Mesocyclops edax
Mesocyclops edax – gatunek widłonoga z rodziny Cyclopidae. Opisał go w 1891 roku amerykański zoolog Stephen Alfred Forbes, nadając mu nazwę Cyclops edax.